# Hemerocallis forrestii
Hemerocallis forrestii är en grästrädsväxtart som beskrevs av Friedrich Ludwig Diels. Hemerocallis forrestii ingår i släktet dagliljor, och familjen grästrädsväxter. Inga underarter finns listade i Catalogue of Life.